# Casbas de Huesca (kommunhuvudort)
Casbas de Huesca är en kommunhuvudort i Spanien.   Den ligger i provinsen Provincia de Huesca och regionen Aragonien, i den nordöstra delen av landet, 400 km nordost om huvudstaden Madrid. Casbas de Huesca ligger 563 meter över havet och antalet invånare är 296.
Terrängen runt Casbas de Huesca är platt åt sydväst, men åt nordost är den kuperad. Terrängen runt Casbas de Huesca sluttar söderut. Runt Casbas de Huesca är det mycket glesbefolkat, med 5 invånare per kvadratkilometer. Närmaste större samhälle är Loporzano, 15,1 km väster om Casbas de Huesca. 